# Francis Bruguière
Pour les articles homonymes, voir Bruguière.
Francis Bruguière, né en 1879 à San Francisco et mort à Londres en 1945, est un peintre et photographe américain.
Il est connu pour ses photographies qu'il nomme « abstractions lumineuses », représentant des formes abstraites sur papier découpé, éclairées par une lumière projetée, ainsi que pour ses photographies de productions théâtrales et d'acteurs.

## Biographie
Francis Joseph Bruguière est né dans une riche famille de banquiers, son père est d'origine française et sa mère d'origine norvégienne. Éduqué dans les pensionnats de la côte est, Bruguière s'est intéressé à la musique et à la peinture qu'il étudiera en Europe,. En 1901, Il épouse la comédienne Eliza Jones.
En 1905, il se rend à New York, où il rencontre Alfred Stieglitz et Frank Eugene Smith. Bruguière s'intéresse dès lors à la photographie artistique et devient membre du groupe « Photo-Secession » organisé par Stieglitz. Bruguière retourne à San Francisco après le tremblement de terre de 1906, capture des images de décombres et ouvre un studio de portrait photographique. Il travaille dans le style pictorialiste alors privilégié par Stieglitz, avec des images en soft-focus imitant la peinture.
Mais il produit aussi des images d'architecture en mode photographique pur.
Dès 1912, Bruguière commence à expérimenter avec des photographies à expositions multiples, ce qui conduira plus tard à ses abstractions.
Son travail commercial comprend également des photographies de la Panama–California Exposition de San Diego en 1915, avec des prises de vue, la nuit en éclairage artificiel. Certaines de ces photographies ont été publiées dans le livre de George Sterling, The Evanescent City.
En 1918, Bruguière publie son livre de ses photographies de San Francisco et la photographe Imogen Cunningham travaille brièvement dans son studio. Cette année-là, il s'installe avec sa famille à New York, à la recherche de meilleures perspectives. Il devient rapidement un photographe commercial à succès, travaillant pour Vogue, Harper's Bazaar et Vanity Fair. Il est  également photographe officiel de la Guilde des théâtres de New York jusqu'en 1927.
En parallèle, il poursuit ses recherches sur la photographie expérimentale, influencé par les projections de lumière en couleur de Thomas Wilfred, qu'il avait photographiées en 1921 et publiées dans l'édition de janvier 1922 du Theatre Arts Magazine.
Ses portraits d'artistes de théâtre sont souvent non conventionnels, y compris celui de Rosalinde Fuller, une actrice anglaise qui devint son modèle, sa maîtresse et sa muse et qu'il met en scène avec le danseur allemand Sebastian Droste dans une série de photographies surréalistes destinées à servir pour un film : The way décrivant les étapes de la vie d'un homme et qui n'a jamais été achevé en raison de la mort prématurée de Droste.
En 1924, Bruguière contribue à l'édition d'un projet de présentation théâtrale de la Divine comédie de Dante par Norman Bel Geddes avec des illustrations photographiques.
Bruguière expose quatre-vingt-douze photographies et dix peintures et aquarelles lors d'une exposition solo acclamée par la critique en 1927 au Art Center de New York. Le critique du New York Times (3 avril 1927) écrit, en référence à ses abstractions sur papier découpé, que les photos « donnent corps à la lumière, pour donner de la solidité, du poids et du volume » et que « les abstractions non réalisées de ses œuvres peintes deviennent des réalités tridimensionnelles dans ses œuvres photographiques. »,,.
En 1928, Bruguière vend son studio new-yorkais et s'installe avec Fuller à Londres, où il poursuit ses recherches de photographie expérimentale qu'il expose à Berlin à la Galerie Der Sturm et à Stuttgart à l'exposition Film und Foto en 1929. Son ouvrage de 1929 avec Lance Sieveking : Beyond This Point, contient deux douzaines de nouvelles photographies, également présentées lors d'une exposition à la Warren Gallery de Londres.
Bruguière crée deux œuvres avec l'écrivain anglais Oswell Blakeston, un film abstrait : Light Rhythms en 1930 et un livre : Few Are Chosen : Études de l'éclairage théâtral du théâtre de la vie en 1931.
Les photographies de cathédrales anglaises de Bruguière, faites de multiples expositions, sont exposées à la Warren Gallery en 1931. Un voyage à New York l'année suivante donne lieu à des photographies de gratte-ciel new-yorkais.
Le directeur artistique de l'agence de publicité londonienne Lund, Humphries, Edward McKnight Kauffer, charge Bruguière de créer des affiches et des images publicitaires d'avant-garde en 1934. Puis, en 1937, il est chargé de concevoir l'entrée du Pavillon britannique à l'Exposition de Paris de cette année-là.
Bruguière cesse son travail photographique en 1940, se retire à Middleton Cheney, un village anglais au nord d'Oxford, où il poursuit la peinture, découvre la philosophie de Carl Jung et commence à rédiger une autobiographie. En mauvaise santé, il retourne à Londres et y meurt le 8 mai 1945. Il repose au cimetière de Middleton Cheney.

## Expositions
- 21 septembre 2018 - 13 janvier 2019 : No two alike. Karl Blossfeldt, Francis Bruguière, Thomas Ruff, Contemporary Arts Center, Cincinnati[12].